# Walter Naderer

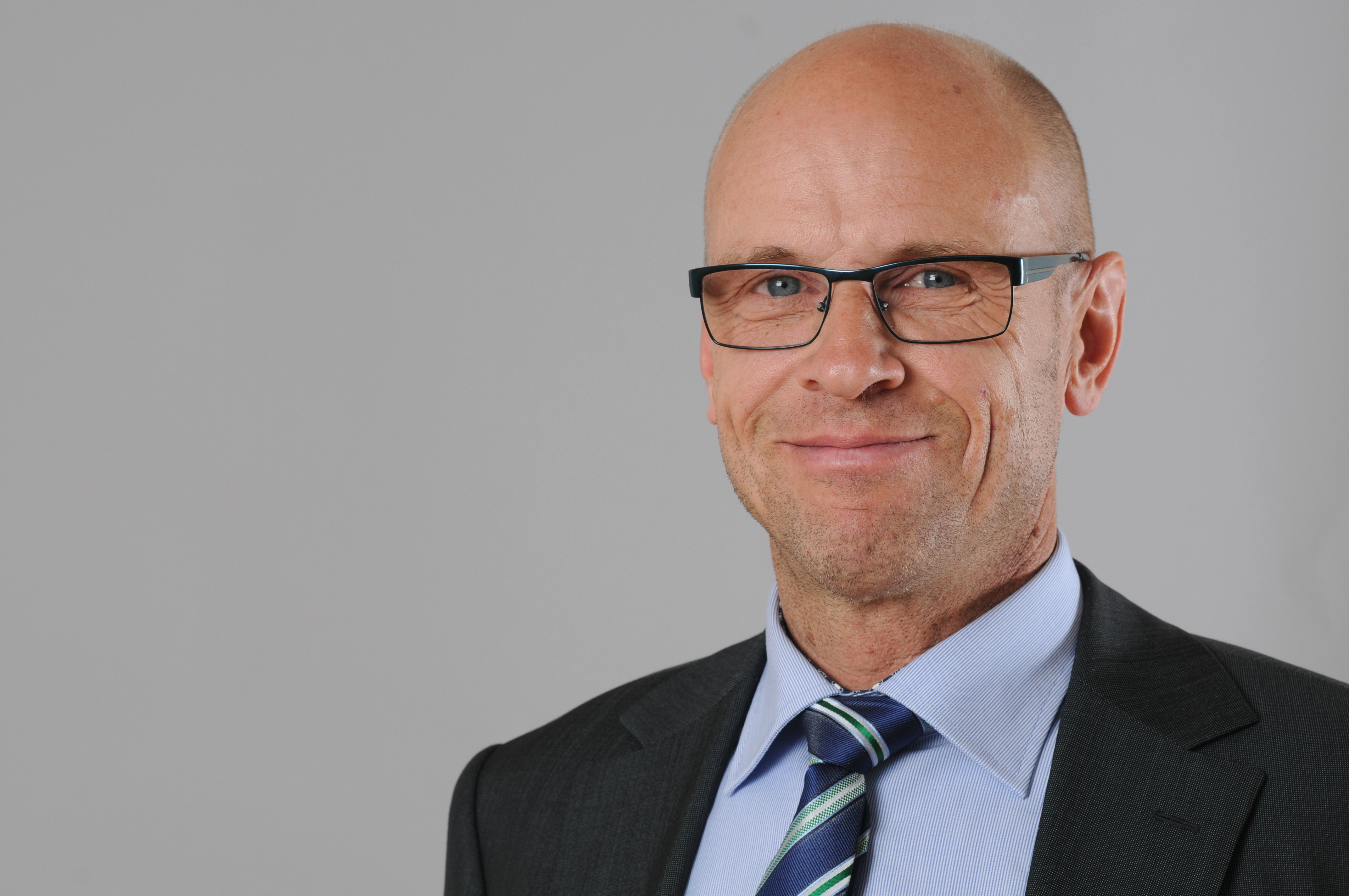
Walter Naderer (2013)

Walter Naderer (* 1962) ist ein österreichischer Unternehmer und ehemaliger Politiker (ehemals FRANK). Er war von 2013 bis 2018 Abgeordneter zum Landtag von Niederösterreich.

## Leben
Walter Naderer ist Unternehmer in Limberg und engagierte sich als Obmann-Stellvertreter im ÖVP-Wirtschaftsbund der Stadtgemeinde Maissau.
Beruflich arbeitete er erst im Weinhandel seiner Eltern. Nachdem Naderer beim Bezirksparteitag der VP-Hollabrunn im März 2012, 3 Fragen nicht stellen durfte und ihm daraufhin auch das Verlassen der Partei nahegelegt wurde, kehrte er der ÖVP den Rücken und wurde 2012 noch Wahlkampfmanager im Team Stronach. Er organisierte mit einer Handvoll Mitstreitern die Kampagne für die notwendigen Unterstützungserklärungen des Team Stronach zur NÖ-Landtagswahl 2013, kandidierte auch für das Team und wurde am 24. April 2013 als deren Landtagsabgeordneter angelobt.
Ende 2013 trat er aus dem Team Stronach aus und schloss sich dem Team Niederösterreich an. 2015 kehrte Naderer auch dieser Gruppierung den Rücken und saß als freier Abgeordneter im Landtag. Im Oktober 2016 wurde er aus dem niederösterreichischen Landtagsklub des Team Stronach, der Liste Frank, ausgeschlossen. Nach der Landtagswahl in Niederösterreich 2018 schied er aus dem Landtag aus.
Am 21. September 2016 trat Naderer erstmals als Parteiobmannstellvertreter der Partei „Meine Stimme g!lt“ des Kabarettisten Roland Düringer an die Öffentlichkeit. Seine Aufgabe war abermals die Leitung und Personalisierung der Kampagne für die notwendigen Unterstützungserklärungen zur Nationalratswahl 2017, um so die Voraussetzungen zu schaffen, dass „G!LT“ österreichweit und in allen Wahlkreisen auf den Stimmzetteln stand.

## Politische Ziele
Die politischen Schwerpunkte Naderers sind Bildung, Natur- und Umweltschutz, Agrarpolitik und Energiewirtschaft. Naderer war von frühester Jugend an als Naturschützer aktiv. Er initiierte und betreute in seiner Heimat, dem westlichen Weinviertel, regionale Schutzprojekte für Amphibien, Schmetterlinge und Vögel und begleitete bereits 1984 die Protestkundgebungen in der Hainburger Au. Wegen seiner Herkunft aus einer Kaufmannsfamilie kam allerdings damals ein Engagement bei den „Grünen“ nicht in Frage.
Naderer ist auch seit vielen Jahren als Nachwuchsbetreuer im Fußball und in der Leichtathletik tätig. In dieser Funktion wirkte er als Vereinsfunktionär bei vielen Sportveranstaltungen mit und rief im Jahr 2015 gemeinsam mit dem Maissauer Markus Gschwentner die „Laufinitiative 2020“ ins Leben. Diese Initiative ist ein Heranführen von Volksschulkindern zu den Kinderbewerben regional abgehaltener Volksläufe, wofür Naderer 2015–2017 die Kinder in mehr als 30 Volksschulen in NÖ als ehrenamtlicher Lauftrainer auf die Wettbewerbe vorbereitete. Aus seiner langjährigen Arbeit mit Jugendlichen formulierte Naderer auch die politische Mahnung, auf die Auswirkungen der „virtuellen Sozialisation“ zu achten, die infolge übermäßigen Nutzens von TV, Handy und Social Media die Kinder unserer Zeit „entnaturiert“, also von der Natur entfremdet.